# Nesip Mustafa Merter
Nesip Mustafa Merter (* 21. Juni 1947 in Istanbul) ist ein türkisch-schweizerischer Psychiater und Buchautor.

## Leben
Merter machte 1969 sein Abitur am Lausanner Lemania-Gymnasium. Danach studierte er Medizin und machte 1975 seinen Abschluss als Arzt. Dann absolvierte er 18 Monate in Ankara seinen Militärdienst als Offizier. Nach seinem Militärdienst arbeitete er zwei Jahre als Assistenzarzt in Wesel. Seine psychiatrische Ausbildung machte er an der Universität von Zürich und im Psychiatrischen Krankenhaus Burghölzli. 1985 schrieb er seine Dissertation, eine Langzeitstudie über die Absetzgründe des Depot-Neuroleptikums Fluphanazin-Decanoat.
Merter erlangte in der Türkei Bekanntheit durch seine Thesen zur Psychotherapie. Seine Therapie, in die er Elemente des Sufismus einfließen lässt, ist eine Spielart der Transpersonalen Psychologie. Er stellt eine Verbindung zwischen der Psychotherapie und arabischen Schriften, dem Koran, den Hadisi şerif, Mesnevi und Ibn Arabi, her. Regelmäßig wird er zu psychologischen Themen in Fernsehshows eingeladen.
Merter ist Gründer und Präsident der türkischen Transpersonalen Psychologie-Vereinigung, Benötesi Psikolojisi Derneği. Die Gesundheitstiftung Bodrum wurde von Merter mitgegründet. Des Weiteren ist Merter zusammen mit seinem Sohn Tahsin Can Merter und seiner Tochter Mitglied einer türkischen Hilfsorganisat für Afrika, den Volunteers of Turkey (Gönüllüler).

## Trivia
Nesip Mustafa Merter ist ein Enkel des türkischen Widerstandskämpfers Ahmet Muhtar Merter und Vater der Schauspielerin Selma Merter.

## Sachbücher
- Nesip Mustafa Merter: Dokuz Yüz Katlı İnsan. Kaknüs Yayinlari 2007, ISBN 975-256-096-2